# Kick Sauber C44
De Kick Sauber C44 is een Formule 1-auto die gebruikt wordt door het Formule 1-team van Sauber in 2024 en werd in Londen onthuld op 5 februari 2024. De auto is de opvolger van de Alfa Romeo C43. De auto rijdt met een Ferrari-motor. De C44 wordt bestuurd door Valtteri Bottas en Zhou Guanyu, die beiden voor hun derde seizoen bij het team (voorheen Alfa Romeo) onder contract staan.

## Resultaten
| Kleur   | Resultaat                       |
| ------- | ------------------------------- |
| Goud    | Winnaar                         |
| Zilver  | Tweede plaats                   |
| Brons   | Derde plaats                    |
| Groen   | Gefinisht (punten behaald)      |
| Blauw   | Gefinisht (geen punten behaald) |
| Blauw   | Niet geklasseerd (NC)           |
| Paars   | Uitgevallen (DNF)               |
| Rood    | Niet gekwalificeerd (DNQ)       |
| Zwart   | Gediskwalificeerd (DSQ)         |
| Wit     | Niet gestart (DNS)              |
| Blanco  | Gewond (INJ)                    |
| Blanco  | Uitgesloten (EX)                |
| Blanco  | Teruggetrokken (WD)             |
| Blanco  | Niet deelgenomen                |
| 1, 2, 3 | Sprint positie (punten behaald) |
| P       | Poleposition                    |
| S       | Snelste ronde                   |

| Jaar | Chassis en banden | Motor             | Coureurs        | 1   | 2   | 3   | 4   | 5   | 6   | 7   | 8   | 9   | 10  | 11  | 12  | 13  | 14  | 15  | 16  | 17  | 18  | 19  | 20  | 21  | 22  | 23  | 24  | Punten | WK-plaats |
| ---- | ----------------- | ----------------- | --------------- | --- | --- | --- | --- | --- | --- | --- | --- | --- | --- | --- | --- | --- | --- | --- | --- | --- | --- | --- | --- | --- | --- | --- | --- | ------ | --------- |
| 2024 | C44 P             | Ferrari 066/12 V6 |                 | BHR | SAR | AUS | JPN | CHN | MIA | EMI | MON | CAN | SPA | OOS | GBR | HON | BEL | NED | ITA | AZE | SIN | VST | MXS | SAP | LSV | QAT | ABU | 4      | 10        |
| 2024 | C44 P             | Ferrari 066/12 V6 | Zhou Guanyu     | 11  | 18  | 15  | DNF | 14  | 14  | 15  | 16  | 15  | 13  | 17  | 18  | 19  | DNF | 20  | 18  | 14  | 15  | 19  | 15  | 15  | 13  | 8   | 13  | 4      | 10        |
| 2024 | C44 P             | Ferrari 066/12 V6 | Valtteri Bottas | 19  | 17  | 14  | 14  | DNF | 16  | 18  | 13  | 13  | 16  | 16  | 15  | 16  | 15  | 19  | 16  | 16  | 16  | 17  | 14  | 13  | 18  | 11  | DNF | 4      | 10        |